# Hadrawi
Hadrawi (seudónimo de Mohamed Ibrahim Warsame, en árabe: محمد ابراهيم وارسام هدراوى‎, Burao, Somalilandia Británica, 1943-Hargeisa,18 de agosto de 2022) fue un escritor (poeta, dramaturgo), letrista (cantautor), filósofo y activista somalí Isaaq.

## Datos biográficos
Nacido en una familia pobre, a los diez años se instaló en Aden, Yemen, donde fue al colegio, y diez años más tarde empezó a trabajar como profesor de educación básica. Tras la independencia de Somalia, se mudó a Mogadiscio y trabajó para Radio Mogadiscio, para el Ministerio de Información y para la Universidad Lafoole. Durante el régimen militar fue encarcelado por escribir textos hostiles contra el gobierno de 1973 a 1978. A su salida de la cárcel, se unió al Movimiento Nacional Somalí en Etiopía, y en 1991 emigró al Reino Unido. En 1999, regresó a su patria.

## Premios
- Premio Príncipe Claus, 2012.[4]